# Zygothrica
Zygothrica este un gen de muște din familia Drosophilidae.

## Specii[1]
- Zygothrica abbrevidispar
- Zygothrica africana
- Zygothrica aldrichii
- Zygothrica aliucapa
- Zygothrica aliunota
- Zygothrica amplialdrichi
- Zygothrica andea
- Zygothrica anota
- Zygothrica antedispar
- Zygothrica apopoeyi
- Zygothrica atriangula
- Zygothrica australiaensis
- Zygothrica bicornigera
- Zygothrica bilineata
- Zygothrica bilinefilia
- Zygothrica britannia
- Zygothrica candens
- Zygothrica caputrichia
- Zygothrica carsoni
- Zygothrica caudata
- Zygothrica celsa
- Zygothrica centralis
- Zygothrica circumveha
- Zygothrica clavipoeyi
- Zygothrica cryptica
- Zygothrica desallei
- Zygothrica dimidiata
- Zygothrica dispar
- Zygothrica dissimulata
- Zygothrica exuberans
- Zygothrica fascipennis
- Zygothrica femina
- Zygothrica festiva
- Zygothrica fijiana
- Zygothrica flavifrons
- Zygothrica flavociliata
- Zygothrica flavofinira
- Zygothrica florinjecta
- Zygothrica fuscalata
- Zygothrica fuscina
- Zygothrica gemma
- Zygothrica glossusta
- Zygothrica gracilipoeyi
- Zygothrica hypandriata
- Zygothrica joeyesco
- Zygothrica karenae
- Zygothrica kerteszi
- Zygothrica kokodana
- Zygothrica laevifrons
- Zygothrica laeviventris
- Zygothrica lanceolata
- Zygothrica laticeps
- Zygothrica latipanops
- Zygothrica latipaps
- Zygothrica leptorostra
- Zygothrica malaysiana
- Zygothrica manni
- Zygothrica mediogaster
- Zygothrica mediovitta
- Zygothrica mesopoeyi
- Zygothrica microeristes
- Zygothrica microstoma
- Zygothrica neoaldrichi
- Zygothrica neolinea
- Zygothrica nigra
- Zygothrica nigropleura
- Zygothrica ora
- Zygothrica orbitalis
- Zygothrica orientalis
- Zygothrica oviserrata
- Zygothrica paleovitta
- Zygothrica pallida
- Zygothrica pallidipoeyi
- Zygothrica palpipoeyi
- Zygothrica panamensis
- Zygothrica panopia
- Zygothrica paraldrichi
- Zygothrica parapoeyi
- Zygothrica paraptilialis
- Zygothrica paravitta
- Zygothrica parvipoeyi
- Zygothrica perplexa
- Zygothrica peruviana
- Zygothrica pictura
- Zygothrica pilipes
- Zygothrica pimacula
- Zygothrica poeyi
- Zygothrica posthona
- Zygothrica prensiseta
- Zygothrica prodispar
- Zygothrica prosopeiona
- Zygothrica ptilialis
- Zygothrica quinquelineata
- Zygothrica quintamaculata
- Zygothrica radialis
- Zygothrica samoaensis
- Zygothrica scutellaris
- Zygothrica sectipoeyi
- Zygothrica semistriata
- Zygothrica simulans
- Zygothrica somatia
- Zygothrica sphaerocera
- Zygothrica spiculirostris
- Zygothrica spinathigma
- Zygothrica subcandens
- Zygothrica tambopata
- Zygothrica trinidada
- Zygothrica triscutellaris
- Zygothrica waui
- Zygothrica venustipoeyi
- Zygothrica vietnamensis
- Zygothrica virgatalba
- Zygothrica virgatinigra
- Zygothrica vitrea
- Zygothrica vittatifrons
- Zygothrica vitticlara
- Zygothrica vittimaculosa
- Zygothrica vittimarginata
- Zygothrica vittimarmorata
- Zygothrica vittinotialis
- Zygothrica vittinubila
- Zygothrica vittipinctata
- Zygothrica vittipoecila
- Zygothrica vittisecta
- Zygothrica vittivirgata
- Zygothrica zaprionides
- Zygothrica zonata
- Zygothrica zygia
- Zygothrica zygopoeyi